# Francisco Hernández de Herrera y López
Francisco Hernández de Herrera (1550 - 1652) fue un conquistador español de Chile. Sargento Mayor del Reino de Chile. Señor Encomendero de Indios. Hacendado y terrateniente. Fundador de su linaje en Chile. Guerrero de Arauco.

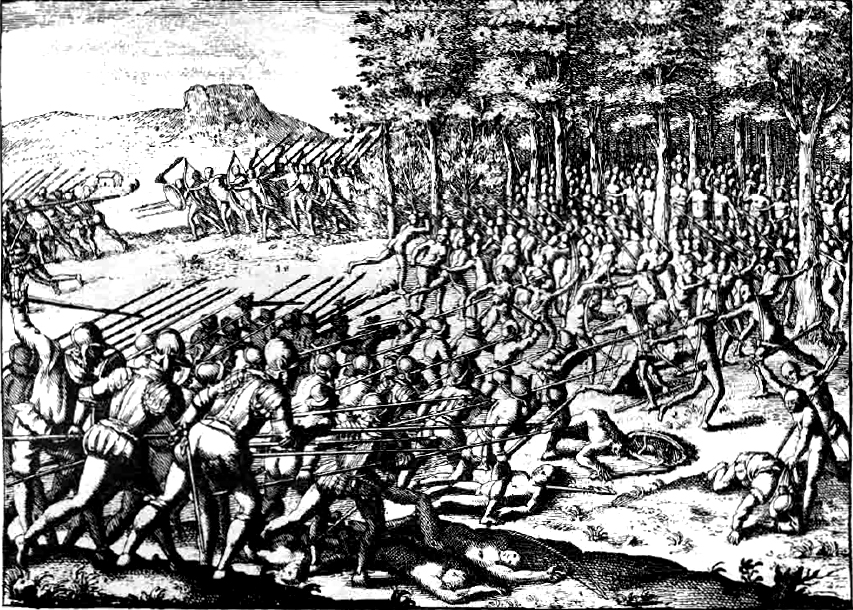
Batalla entre mapuches y españoles en una ilustración de Gerónimo de Bibar en su Crónica y relación copiosa y verdadera de los reynos de Chile.

## Origen

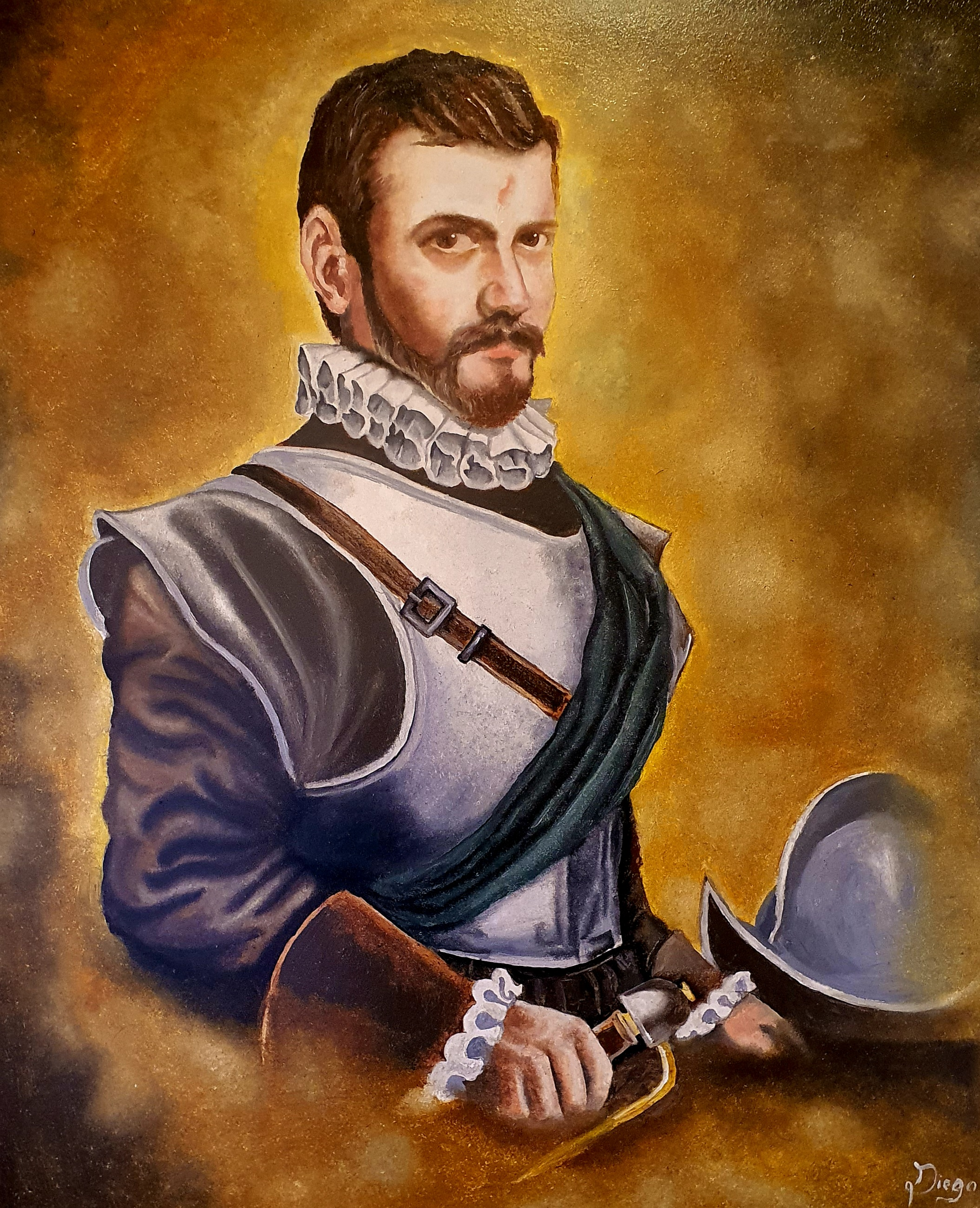
Retrato del Sargento Mayor del Reino de Chile. Francisco Hernández de Herrera. Obra del artista visual Diego Bogado, pertenece a la colección del historiador Sacha Aníbal Cardona Benítez, descendiente del conquistador.

El conquistador Hernández de Herrera, perteneciente a un linaje hidalgo, nació en Béjar del Castañar, provincia de Salamanca, Castilla y León, en 1550, de acuerdo a su propia declaración, fue su padre Diego Hernández de la Herrera (PARES - Archivo General de Indias, PATRONATO, 190,R.12-Imagen 25) en el mismo expediente se le describe como de buen cuerpo y con una señal en medio de la frente. Es importante no confundir a nuestro biografiado con su homónimo Francisco Hernández de Herrera, hijo de Pedro Hernández de Herrera y de Juana López, llegado a Chile en 1555 y que no dejó descendencia (Familias Fundadoras de Chile, Tomo I, pág. 452). El bejarano Francisco Hernández de Herrera salió de España a través del puerto de San Lúcar de Barrameda en 1575 en la expedición comandada por el general Juan de Losada Quiroga, junto a 400 soldados para la conquista de Chile, como soldado de Ejército español, tras atravesar el Mar Caribe y atracar en los puertos de Cartagena de Indias y Panamá.

## Llegada a América

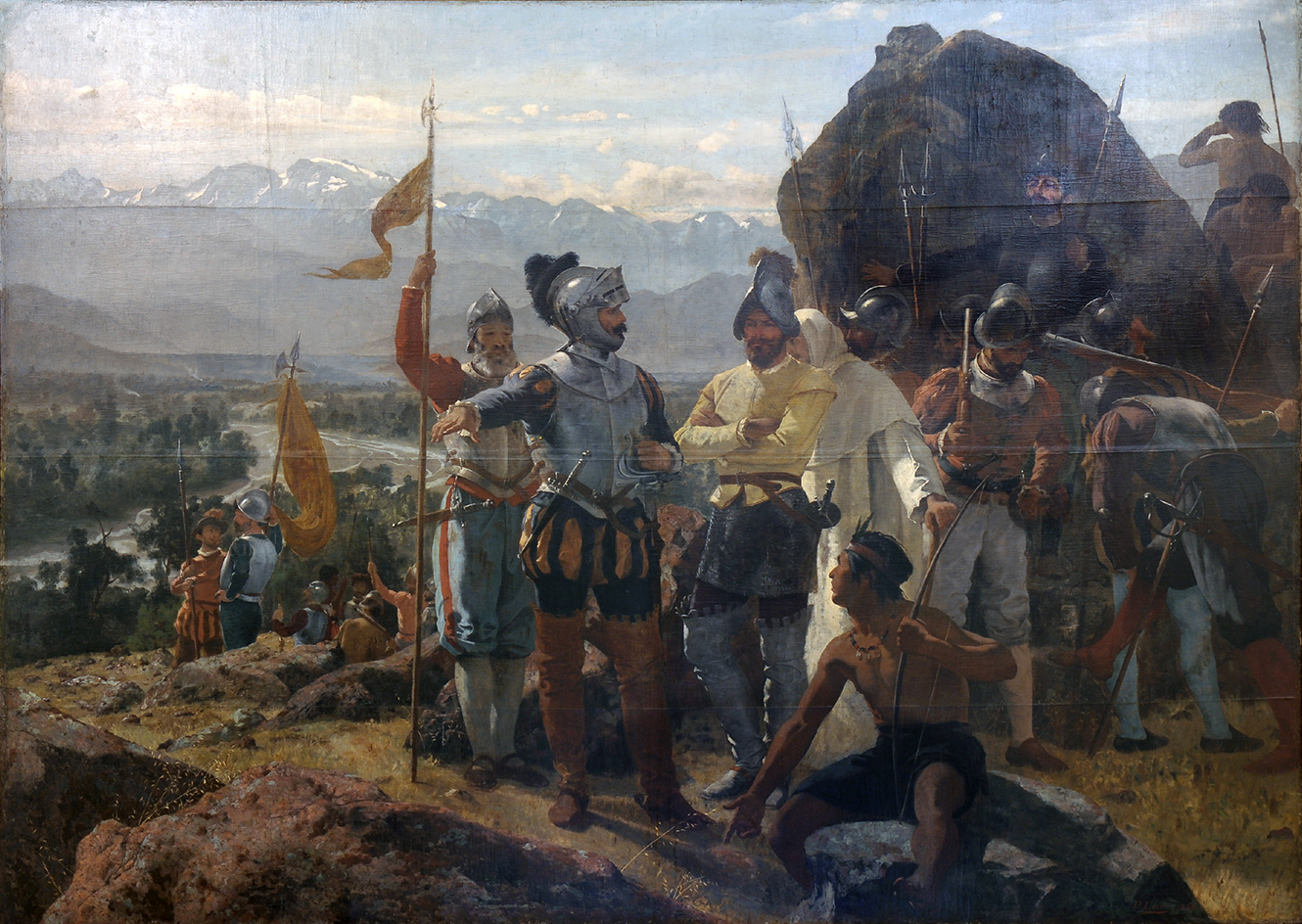
Fundación de Santiago de Nueva Extremadura.

Arribó a Perú en el barco de Juan de Lozano Machuca, quien reemplazó a Lozada Quiroga como jefe de dicha expedición por el fallecimiento de éste en alta mar. Pasó finalmente a Chile en 1576, fundando un linaje que cuenta con representantes del apellido hasta el día de hoy, principalmente en Santiago de Chile.

## Guerra de Arauco

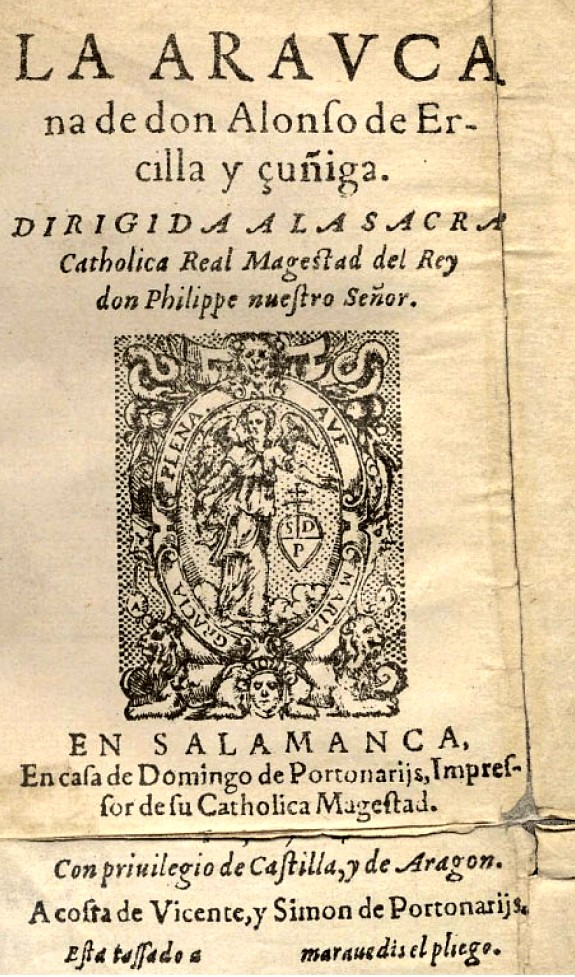
La publicación de la primera edición de La Araucana, en 1568, dio por primera vez algún renombre en España a la Guerra de Arauco.

Siguió al Sur de Chile en enero de 1577 con Rodrigo de Quiroga, a hacer campeadas a Arauco y a la campaña de las Ciudades de Arriba, perdidas durante la rebelión mapuche de 1598. Estuvo en las ciudades del Sur en tiempos del Gobernador Martín Ruiz de Gamboa. Fue alférez y luego Capitán de Infantería y de Caballería en tiempos de Alonso de Sotomayor. Tuvo heroicas y destacadas actuaciones en la Guerra de Arauco, distinguiéndose de entre sus compañeros de armas por su bravura y valentía. 
Declaró como testigo en la Información de Méritos y Servicios de Francisco Hernández Ortiz-Pizarro en los Infantes de Angol, en enero de 1589. En 1599 era capitán del Fuerte Santísima Trinidad y en 1600 era Sargento Mayor del Reino y Real Ejército. Participó en la expedición organizada por Francisco de Quiñónez en 1600. Asistió a la despoblación de los Infantes de Angol en abril de 1600, y a fines del mismo año viajó al Perú a solicitar mercedes compensatorias, donde levantó Información de Méritos y Servicios, a consecuencia de la cual, Pedro de Viscarra le hizo merced de las estancias de Quillota y Catapilco donde se estableció a su vuelta del Perú. En 1615 actuó como juez de Comisión, usando un sello con su escudo de armas en una Información rendida ante él en 1615, a saber: oro, con una caldera de sable; partido de plata, con una banda de gules y una cruz de lo mismo en el jefe .

## Opiniones sobre su figura
El Capitán Lázaro de Tapia, que lo conoció en sus últimos años declaró judicialmente que el Sargento Mayor “era hijodalgo notorio de solar conocido”. 
Fray Antonio de Mendoza, guardián del Convento de San Buenaventura de Quillota dijo de él en 1637 que era “hombre de verdad y buen trato y buen cristiano y estimado en todo el Reino”. 
Francisco de Quiñónez, Gobernador y capitán general del Reino de Chile, emitió una declaración respecto de Francisco Hernández de Herrera y López del siguiente tenor: 

"Por cuanto el Capitán Francisco Hernández de Herrera, Sargento Mayor deste Reyno, ha mas de veinte y cinco años que entró en él donde ha servido a S. Mgd. en la guerra contra los indios rebelados que en ella hay se ha seguido y sigue, con gran gasto y acotamiento de su hacienda, señalando y arriesgando su persona en ocasiones de mucha consideración con gran lustre particular, sustentando a su mesa en tiempo de mayor necesidad cantidad de soldados a su costa y expensas sin que de hacienda real haya sido socorrido y ayudado ni en cosa remunerado de que in escriptis me consta y ser persona de las mas antiguas y de mas aprobación y experiencia en las cosas de la guerra que de presente hay en el campo real que conmigo traigo contra los dichos indios en donde actualmente está sirviendo y  usando el oficio de tal Sargento Mayor no de poca importancia y trabajo en tiempo de tanta calamidad con particular celo, etc".

## Hacendado y terrateniente

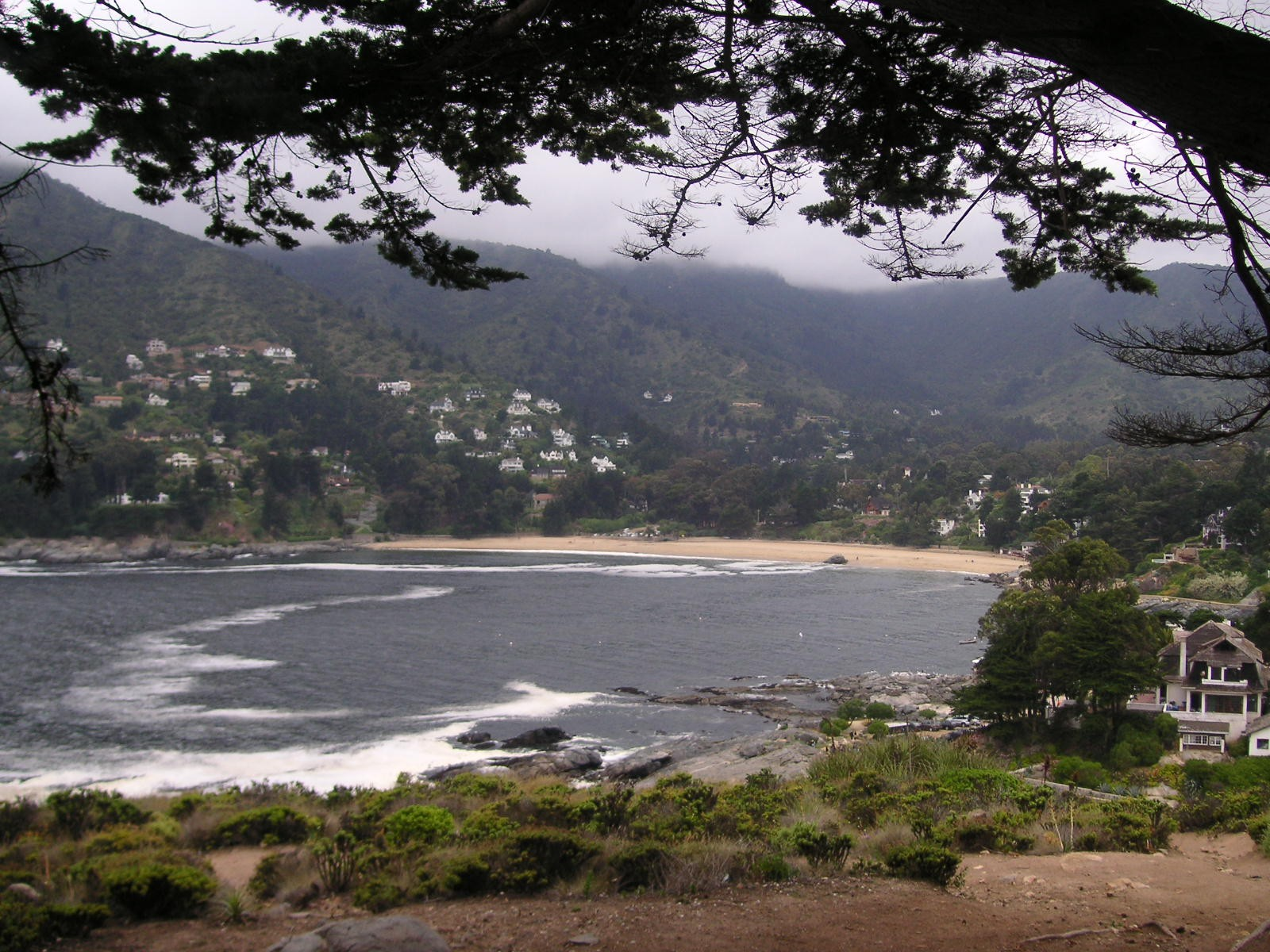
Playa de Zapallar.

En sus estancias de Quillota y Catapilco crio ganado vacuno y ovino, sembró trigo y cebada y explotó minas de oro en Catapilco. Además cultivó cáñamo, que vendía a la Real Hacienda en 1607. La vasta hacienda de Catapilco, de la que el conquistador Hernández de Herrera fue el primer dueño español, tuvo su puerto de embarque en la rada de Zapallar.
Sostuvo varios pleitos por la posesión de sus tierras, que a su muerte debieron proseguir sus hijos, hasta vender ambas estancias. Vivía al 19 de enero de 1625 y era difunto dos años después. Firmaba.

## Familia y descendencia
Hernández de Herrera tuvo hijos de una señora Arancibia, hermana de Catalina de Arancibia, cuyo hijo Domingo de Arancibia y Arancibia declaró ser primo hermano de los Hernández de Herrera y Arancibia, que fueron:
- 1. Francisco Hernández de Herrera y Arancibia,[2] n. Quillota en 1605. Capitán de los Reales Ejércitos, Corregidor, Justicia Mayor y Capitán a Guerra del partido de Quillota entre 1632 y 1634. Nombrado Benemérito del Reino de Chile por el Gobernador del Reino de Chile. Testó el 25.VIII.1658 y fue sepultado, con entierro mayor, en el Convento de San Francisco de Quillota el 2.IX.1658. Soltero.

- 2. Diego Hernández de Herrera y Arancibia.[2]